# 白色骑士2号
縮尺複合體公司348型白色騎士2號是一隻噴氣動力的母艦機用以發射太空船2號進入太空。它是基於太空船2號的母船白色骑士2号,兩者都是基於普羅透斯號。
維珍銀河一共訂購了兩部白色骑士2号。第一部因理查德·布蘭森的母親命名為VMS Eve,第二部因記念理查德·布蘭森的密友史蒂夫·福塞特命名為VMS Spirit of Steve Fossett(史蒂夫·福塞特精神號)。"VMS"前綴代表維珍母船(Virgin Mothership)。

## 航次
| 航次 | 日機 | 機師 | 太空船2號航次 |
| ---- | ---- | ---- | ------------- |
|      |      |      |               |

## 規格
- 機組員：兩名机组+太空船内组员
- 長度：78英尺9英寸（24米）
- 负载：17,000千克（37,000磅）以达到50,000英尺（15,000米）；搭载LauncherOne火箭时可以发射200千克卫星至低地球轨道
- 实用升限：70,000英尺（21,000米）
- 翼展：141英尺1英寸（43米）
- 空重：
- 最大離陸重量: 未知
- 動力:4台普惠加拿大PW308涡轮风扇发动机，每台6,900磅力（30.69kN）推力

## 外部連結
1. ↑  Malik, Tariq. . SPACE.com. 2008-01-23  [2008-01-25]. （原始内容存档于2008-05-09）.
2. ↑  Burack, Ari. . San Francisco Sentinel. 10 October 2007  [2008-02-28]. （原始内容存档于2008-07-09）.
3. ↑  . Pravda Online. 2008-01-23  [2008-01-25]. （原始内容存档于2008-01-28）.
4. ↑  CNet News, Virgin Galactic's faces of Eve （页面存档备份，存于）, 於2008年7月28日查閱, Candace Lombardi

- BBC - In pictures: Space tourism jet （页面存档备份，存于）
- Video of White Knight Two being unveiled （页面存档备份，存于）
- Photos of Virgin Galactic’s White Knight Two unveiling （页面存档备份，存于）
- Photos of cockpit and interior of White Knight Two （页面存档备份，存于）